# 贾瑞云
贾瑞云（1963年8月—），生于重庆，籍贯河南淅川，中华人民共和国政治人物。曾任中共四川省纪委副书记、省监察委员会副主任，中共攀枝花市委书记等职。现任四川省人大常委会党组成员、秘书长。

## 简历
贾瑞云早年在国有企业任职，1979年9月，他进入重庆钢铁公司技术工人学校学习，1981年11月肄业后，他成为该公司旗下大型轧钢厂的一名工人，1982年8月进入四川广播电视大学中文专业干部专修科学习，1985年8月进入重庆钢铁公司大型轧钢厂任党办秘书，后来担任重庆钢铁公司团委副书记、书记。
在中江县委书记罗先平于2004年末因严重违法违纪被中共德阳市纪委双规后，贾瑞云于翌年1月调任中共中江县委书记，并于同年3月兼任同县人大常委会主任:129,186。2007年1月，他当选为第六届中共德阳市委常委、市纪委书记，跻身副厅级。2009年7月，贾瑞云调入成都，出任中共四川省纪委秘书长；2011年8月，任中共四川省纪委常委、秘书长、办公厅主任（2009年12月至2011年12月在西南财经大学高级管理人员工商管理专业学习,获工商管理硕士)；2012年10月，任中共四川省纪委常委、省监察厅副厅长；2017年5月，当选为中共四川省纪委副书记；
2018年7月，任中共攀枝花市委书记。2021年2月，他当选四川省人大常委会秘书长。